# Vexilologie

Vlajka FIAV

Vexilologie je pomocná věda historická zabývající se historií a symbolikou vlajek, praporů a standart a pravidly navrhování nových státních vlajek. Úzce souvisí s vlajkovou etiketou, pravidly o užívání a používání vlajek.
Název dostala koncem 50. let 20. století. Odlišnost vlajek, praporů a erbů, si však údajně mnozí badatelé uvědomovali již ve dvacátých a třicátých letech 20. století a napsali o nich hodně podnětných publikací. Mnohé údaje v nich obsažené byly upřesňovány, řada domněnek však stále platí. Název vědy vznikl z latinského slova vexillum jako zdrobnělina od slova velum (plachta), a to k označení kusu látky upevněné na krátké tyči a zavěšené na žerdi za speciálním účelem, tedy vlajky.
Slovo vexilologie poprvé použil dr. Whitney Smith v říjnu 1958 ve svém článku Flags of the Arab World. V Československu se termín vexillologie (tehdy ještě se dvěma l) objevil ve studii, kterou napsal Ing. Josef Česák a publikoval ji v knize Josefa Pavla Kroumana Sbíráme odznaky (Praha, 1969).

## VČeské republice

Vlajka ČVS

V České republice působí Česká vexilologická společnost, která vznikla v roce 1972 a od roku 1993 je členem FIAV (Fédération Internationale des Associations Vexillologiques). Společnost od svého vzniku vydává čtvrtletní zpravodaj Vexilologie (ISSN 1211-2615). Dále v Česku působí například World Vexillological Research Institute založený v roce 1992, člen FIAV od roku 1993. WVRI vydává čtvrtletník Flaggen, Wappen und Siegel (ISSN 0948-3748) informující o vlajkách, znacích a pečetích.
Po roce 1990 zažila vexilologie v Česku velký rozmach v souvislosti s možností obcí požádat o udělení vlastní vlajky (dříve praporu). V této souvislosti vznikl v roce 1998 při Poslanecké sněmovně Parlamentu České republiky Podvýbor pro heraldiku a vexilologii, který doporučuje ke schválení obecní symboly. Ty eviduje v Česku od roku 2005 Registr komunálních symbolů (REKOS), spravovaný parlamentem.

## Světový vexilologický den
Světový vexilologický den, v Česku nazývaný i Světový den vlajek (anglicky World Vexillology Day) nebo zkráceně Vexiday, který byl stanoven na 1. října, je věnován vlajkám a jejich studiu (vexilologii). Datum bylo stanoveno podle data v roce 1961, kdy vyšlo první číslo The Flag Bulletinu – prvního odborného časopisu věnovaného vlajkám.
Tento den by se neměl zaměňovat s Dnem vlajky (anglicky Flag Day), který se slaví v různých státech v jiném dni a je věnován národní vlajce. Např. Argentina slaví Den vlajky 20. června, Austrálie 3. září, Honduras 1. září, Kanada 15. února, USA 14. června atd. (pro Česko navrhla ČVS, aby se den vlajky slavil 30. března, v den zavedení československé vlajky v roce 1920).